# Yirmiya Damen
Yirmiya Damen est le chanteur principal de la dynastie hassidique de Belz à Jérusalem, en Israël. Il est également Rosh Yeshiva.

## Biographie
Yirmiya Damen est le chanteur principal de la dynastie hassidique de Belz à Jérusalem,,, en Israël. Il est également Rosh Yeshiva.
Son fils Moshe Damen est aussi un chanteur à Belz

## Discographie
- L'chaim Tata[7]
- Arlicha Melodies (Songs of R. Yom Tov Arlich (Belz) sung by R. Yirmiya Damen in Yiddish) 2010[8]